# Juan Bueno Torio
Juan Bueno Torio, es un empresario y político originario de la ciudad de Córdoba, Veracruz, es  una persona de  familia, casado y padre de 3 hijos; estudió la educación básica en el Colegio México de Orizaba de instrucción Marista, y su formación profesional es en la  Universidad Nacional Autónoma de México como licenciado en Administración de Empresas. Realiza diversos estudios en Economía y Finanzas.

## Biografía
En el inicio de su trayectoria profesional  en 1970 se desempeñó como empleado en el Instituto Mexicano de Comercio Exterior, CONASUPO,  Industrial Minera México, entre otras, Posteriormente, se distingue  como director de empresas en actividades agroindustriales, comerciales, financieras y de servicios. En ese tiempo también participa de manera activa en diversas instituciones de carácter gremial y de servicio social en la ciudad de Córdoba.
En 1997 incursiona en Política, siendo el primer Diputado Federal del PAN, electo por mayoría en el Estado de Veracruz.
Fue subsecretario de la Pequeña y Mediana Empresa y Director de Pemex Refinación entre 1999 y 2006.
Fue Senador de la República de 2006 a 2012 y nuevamente Diputado Federal de 2012 a 2015.
Concluida su actividad en la función pública en el 2016, se reintegró a sus actividades empresariales retomando la administración de las empresas agroindustriales, comerciales, financieras y de servicios.
Actualmente forma parte del Consejo Consultivo Regional del Banco de México.

## Galería
|   |
| . |

|   |
| . |

|   |
| . |

|   |
| . |

|   |
| . |

|   |
| . |

|   |
| . |

|   |
| . |

|   |
| . |

|   |
| . |

|   |
| . |

|   |
| . |

|   |
| . |

|   |
| . |

|   |
| . |

|   |
| . |

|   |
| . |

|   |
| . |